# Nyári eső (dal)
A Nyári eső című dal az AD Studio pop-rock zenekar slágerdala. A zenekar, a szakmai és közönségsikert aratott, 1999 tavaszán megjelent, Páratlan páros című albumuk után 1999 őszén, A Nap szerelmese című lemezükön jelentette meg.